# Isophya
Isophya är ett släkte av insekter. Isophya ingår i familjen vårtbitare.

## Bildgalleri

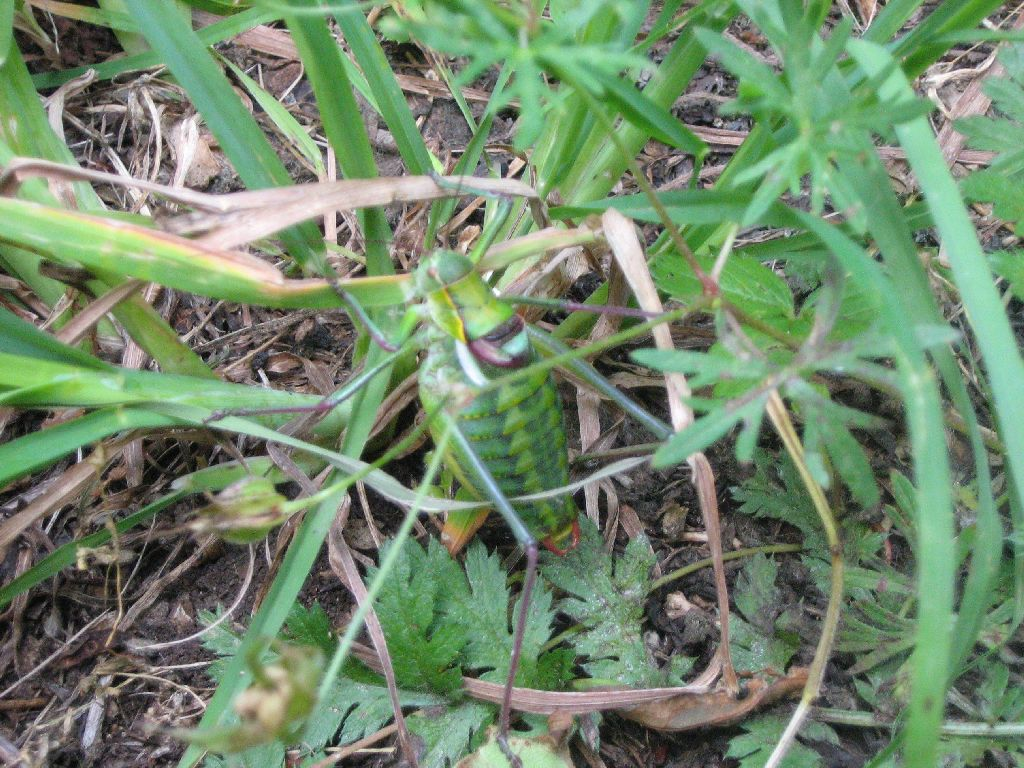
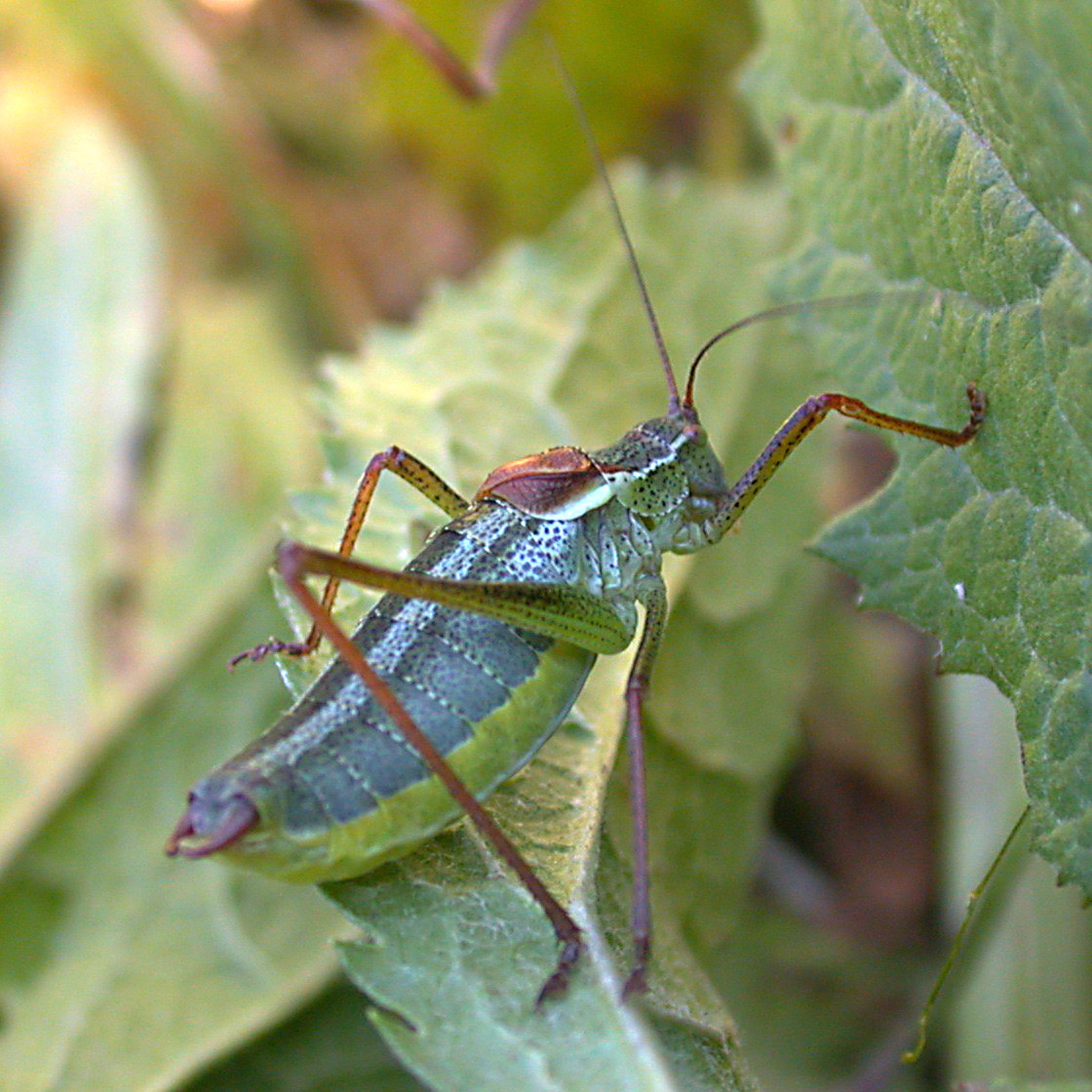

## Dottertaxa tillIsophya, i alfabetisk ordning[1]
- Isophya acuminata
- Isophya adelungi
- Isophya altaica
- Isophya amplipennis
- Isophya anatolica
- Isophya andreevae
- Isophya armena
- Isophya autumnalis
- Isophya beybienkoi
- Isophya bicarinata
- Isophya bivittata
- Isophya boldyrevi
- Isophya brasiliensis
- Isophya brevicauda
- Isophya brunneri
- Isophya bureschi
- Isophya camptoxipha
- Isophya cania
- Isophya caspica
- Isophya costata
- Isophya dobrogensis
- Isophya doneciana
- Isophya equatorialis
- Isophya gracilis
- Isophya gulae
- Isophya hakkarica
- Isophya harzi
- Isophya hemiptera
- Isophya hospodar
- Isophya ilkazi
- Isophya iraca
- Isophya kalishevskii
- Isophya karabaghi
- Isophya karadenizensis
- Isophya kisi
- Isophya kosswigi
- Isophya kraussii
- Isophya lemnotica
- Isophya leonorae
- Isophya major
- Isophya mavromoustakisi
- Isophya medimontana
- Isophya melanochloris
- Isophya mersinensis
- Isophya miksici
- Isophya modesta
- Isophya modestior
- Isophya nervosa
- Isophya obenbergeri
- Isophya obtusa
- Isophya pavelii
- Isophya pentheri
- Isophya petkovi
- Isophya pienensis
- Isophya plevnensis
- Isophya posthumoidalis
- Isophya pravdini
- Isophya pulchella
- Isophya punctinervis
- Isophya pylnovi
- Isophya pyrenaea
- Isophya rectipennis
- Isophya redtenbacheri
- Isophya reticulata
- Isophya rhodopensis
- Isophya rizeensis
- Isophya rodsjankoi
- Isophya salmani
- Isophya savignyi
- Isophya schneideri
- Isophya schoenemanni
- Isophya sikorai
- Isophya speciosa
- Isophya splendida
- Isophya staneki
- Isophya stenocauda
- Isophya stepposa
- Isophya straubei
- Isophya stysi
- Isophya sureyai
- Isophya tartara
- Isophya taurica
- Isophya thracica
- Isophya tosevski
- Isophya transcaucasica
- Isophya triangularis
- Isophya uludaghensis
- Isophya yaraligozi
- Isophya zernovi
- Isophya zubowskii